# 泉サッカー場

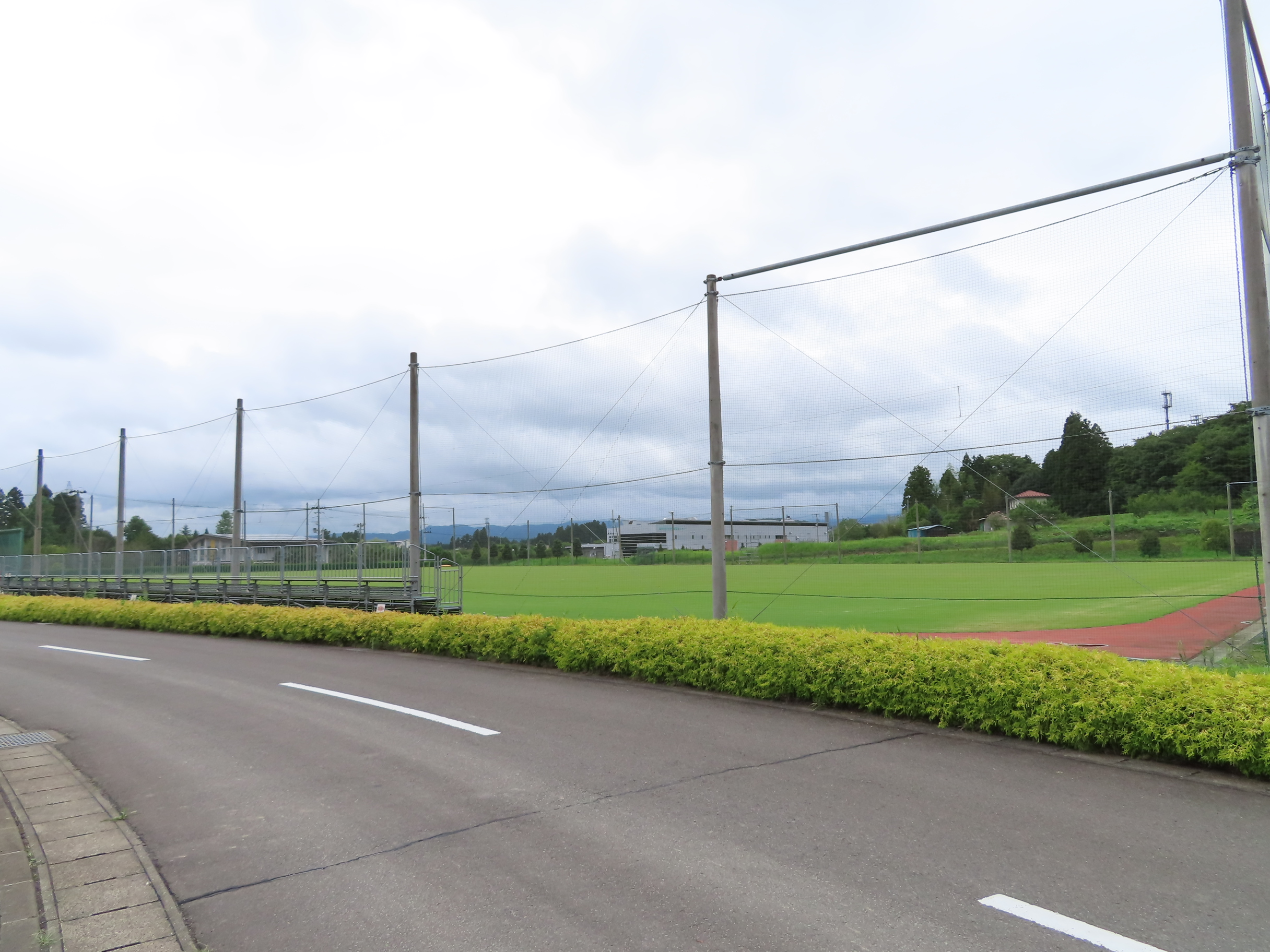
西フィールド

泉サッカー場（いずみサッカーじょう）は、宮城県仙台市泉区の仙台市泉総合運動場内にある球技場。

## 概要
施設は仙台市が所有し、仙台市スポーツ振興事業団が指定管理者として運営管理を行っている。
西フィールドの収容人員は400人（全席座席）で、J1ベガルタ仙台の練習場でもある。2002年（平成14年）のワールドカップを機に開設され、イタリア代表の公認キャンプ地にもなった。同年、ベガルタ仙台も泉パークタウンサッカー場から、クラブハウスとともに移転している。スタンドなし、ハーフコート付きの東フィールド、クラブハウス、また、多目的ドームスタジアムであるシェルコムせんだい等が隣接しており、ベガルタ仙台のホームスタジアムであるユアテックスタジアム仙台からも徒歩で20分程度と、泉区のスポーツの中心機能が集積されている地帯に位置している。なお、サッカー場脇のクラブハウスは仙台市所有のもので、ベガルタ仙台のクラブハウスは、道路を挟んだ向かい側に位置している。

## 泉グラウンド
同じ泉総合運動場の敷地内には泉グラウンド（ピッチサイズ 105m × 68m、人工芝）も設置されており、サッカー・フットサルに利用されている。また、同グラウンドでは2009年（平成21年）2月4日にサウジアラビア対タイの国際Aマッチの試合が行われている。これはサウジアラビアが2010 FIFAワールドカップ・アジア予選の北朝鮮戦に備えて、人工芝グラウンドでの練習という意味合いがあったという。

## 交通
- バス (発車本数は要確認)
  - 泉中央駅バスプール2番乗場『根白石・泉ヶ岳・住吉台・実沢 行き』乗車 (約10分)　→ 『社会福祉センター・泉総合運動場前』下車　→　徒歩約5分
  - 泉中央駅バスプール3番乗場『泉パークタウン行き』乗車 (約10分)　→ 『泉高校前』下車　→　徒歩約10分
- タクシー
  - 泉中央駅から7分程度 (2.3km)